# イーロン・マスクの仕草に関する論争

テスラのショールーム前で問題の仕草のモノマネをするデモ隊員

2025年1月20日、実業家であり政治家でもあるイーロン・マスクが、ドナルド・トランプ米大統領の2度目の就任を祝う集会で演説中に、ナチス式敬礼若しくはローマ式敬礼と広く思われるような仕草を2度行った。この仕草は国際的に、メディア、政治家、団体から大きな批判を巻き起こした。ヨーロッパの複数の政党がマスクの入国禁止を要求した。一方名誉毀損防止同盟を筆頭に、マスクを擁護し、この仕草には特段大きな意味はないと主張する者もいた。ネオナチや白人至上主義団体はこの仕草を称賛した。
マスクはXでのネオナチだという批判を避けたいという思いもあったのか、指摘に対して「政治利用しないでほしい」や「（そのような指摘に）疲れた」などとポストしながらも、明確に否定はしなかった。一方、X上でナチスをネタとしたジョークを投稿するなどもしている。

## 背景
2025年1月20日、2024年アメリカ大統領選挙で勝利したドナルド・トランプの2度目の就任式が行われ、イーロン・マスクを含む多くの人々が招待された。マスクはトランプの選挙運動において大きな影響を与え、少なくとも2億6,000万ドルを寄付し（トランプへの寄付金額としては2番目の額）トランプ氏の大統領就任を支援した。一方でトランプはマスクを政府効率化省の主導者に指名した。

### 反ユダヤ主義者疑惑
マスクは2023年11月にも、ユダヤ人社会が「白人に対する憎悪」を助長していることに同意するXの投稿を行い、反ユダヤ主義者として非難されたことがある。その後、マスクはこの出来事について謝罪し、「私がしたことの中でも、最も愚かなことのひとつ」と述べた。一方、後述する就任式での手の仕草について、マスクはナチスとの比較を「（政治的に利用しようとする）汚い手口」と一蹴している。

## マスクの演説と仕草
ドナルド・トランプが正式に合衆国大統領に就任した後、マスクはワシントンD.C.のキャピタル・ワン・アリーナで開催された祝賀集会に出席し、トランプに投票した参加者に感謝の意を表した。その後、マスクはステージに飛び乗り、両手を上げて踊り始めた。
踊り終わると、マスクは手を心臓に当て、手のひらを下に向けて腕を頭上に伸ばし、ナチスの敬礼のジェスチャーをした。そして、振り返って後ろの観客席に向かってそのジェスチャーを繰り返した。そしてこう言った： 「私の心はあなたに傾いています。文明の未来が確かなものになったのは、あなた方のおかげです」。

## 反応と対応

### アメリカ合衆国内の反応

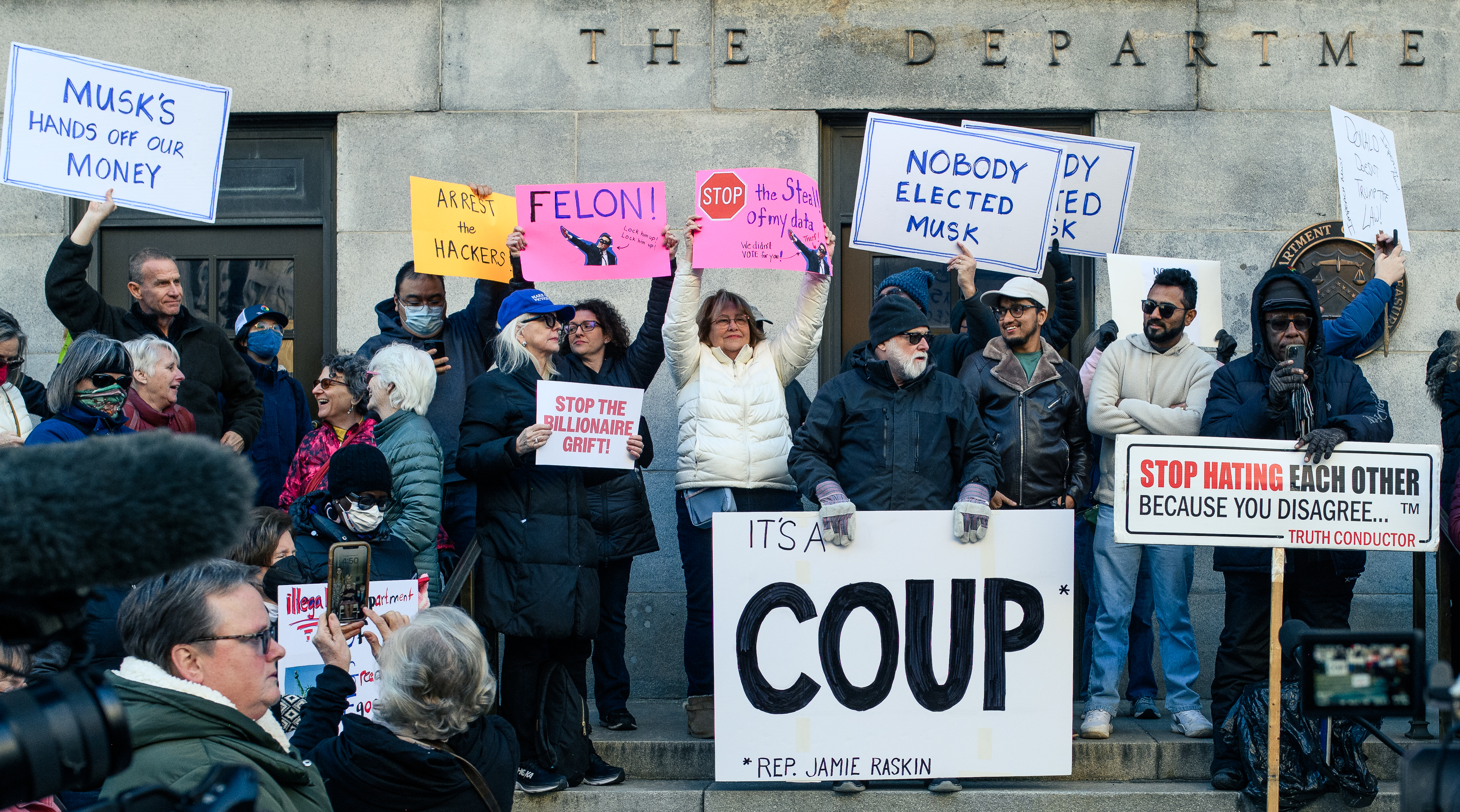
財務省での抗議デモ。中央には、マスクのジェスチャーが書かれた看板を持ち、マスクを重罪人・泥棒と揶揄する2人の女性がいる。

集会を見ていたCNNのキャスターであるエリン・バーネットは、この行動に対して「印象的」だったと語った。この仕草はすぐにアドルフ・ヒトラーの敬礼とネット上で比較されることになったが、一方で「ファシストの敬礼」とも呼ばれるこの仕草を、ローマ式敬礼と見る向きもあった。
一部の著名人（バティア・ウンガル＝サルゴン、ラビ・シュムエル・ライヒマン、イングリッド・ジャック、アーロン・アスター）は、マスクがアスペルガー症候群と診断されたせいだと非難しているが、多くの自閉症者やセラピストはこの主張について否定している。
2025年1月24日の記事で、ドイツ系アメリカ人のカトリン・ベンホールドは「独国や伊国ファシスト党政権で使われていた敬礼によく似ていた」としながらも、「驚くほど多くの異なる解釈が出回った」と述べた。ベンホールドは、1892年に作られたベラミー式敬礼と比較する意見に対して、「ナチス式敬礼に類似していることから、1942年に米国で永久に廃止されている」と指摘した。
ミルウォーキーのCBS 58で気象予報士を務めるサム・カッフェルは、インスタグラムの2つの投稿でこの仕草を批判し、その結果会社を解雇された。
深夜のスケッチ・コメディー番組『サタデー・ナイト・ライブ』では、出演者のジェームズ・オースティン・ジョンソン（トランプ役）とマイケル・チェが、番組のコールド・オープニングとウィークエンド・アップデートのコーナーで、マスクの仕草を嘲り、マスクの会社であるテスラをナチスになぞらえた。

#### ソーシャルメディア
マスクが所有するソーシャルメディア「X」の多くのユーザーは、この仕草がナチス式敬礼に似ていると批判した。公民権に特化した501(c)(3)の団体である南部貧困法律センターは、これを「明らかにナチス式敬礼を行っている」とし、「論争の火種になった」と指摘した。この仕草に対してコメントする学者もいた。ニューヨーク大学で歴史とファシズムを研究しているルース・ベン＝ギアット教授は、「あれはナチス式敬礼であり、非常に好戦的なものである」とXで述べた。過激思想を研究するアメリカン大学のカート・ブラドック教授は、これを「ファシストの敬礼」と呼び、「人々は自分たちが見たものを疑うべきではない」と述べた。アメリカのナチズム研究者であるクレア・オービンは、ナチス式敬礼と呼ぶ人々について、「私の個人的な意見としては、”あなた方は自分の目を信じるべきだということ”です」と述べた。
この仕草ーを受け、Reddit内の多くの主要なサブレディットは、Xの投稿へのリンクやスクリーンショットを禁止する新しいルールを制定した。

#### 政治団体および活動家団体
名誉毀損防止同盟（ADL）は当初、マスクの擁護に回り、Xの投稿でこう述べた：イーロン・マスクは、ナチスの敬礼ではなく、熱中している瞬間にぎこちないジェスチャーをしただけだ。しかし、元ADL全国理事のエイブラハム・フォックスマンは、この仕草を「ハイル・ヒトラー、ナチス式敬礼だ」とした。テネシー州メアリヴィル・カレッジの歴史学教授アーロン・アスター氏は、「ナチスの敬礼ではない」と述べ、ADLのXでの主張を擁護した。

#### 政治家
マンハッタン選出のユダヤ系民主党所属下院議員ジェリー・ナドラーは、この仕草について反ユダヤ的だとした。民主党のアレクサンドリア・オカシオ＝コルテス下院議員は、マスクの仕草を非難し、彼を「ネオナチだ」と非難した。
一方、共和党のマージョリー・テイラー・グリーン下院議員はマスクを擁護した。グリーンは、報道機関がマスクについて嘘をついており、「民主党のためのプロパガンダ」を流していると非難した。トランプ大統領がアメリカ合衆国国際連合大使に指名した共和党のエリス・ステファニック下院議員は、承認公聴会でマスクを擁護した。

### 白人至上主義者やネオナチ団体の反応
多くの白人至上主義者トやネオナチ、その他一部団体が、マスクの仕草に支持を表明した。ネオナチ団体「ブラッド・トライブ」のリーダーであるクリストファー・ポールハウスはテレグラムに「もしこの仕草がナチス式敬礼でなかったとしても気にしない。涙を流して楽しむつもりだ。」 と投稿した。極右ソーシャルメディア・プラットフォームGabの創設者アンドリュー・トルバは、「信じられないことがすでに起こっている。lmao」と述べた。
プラウド・ボーイズの支部は、「ハイル・トランプ！」という文面とともに、マスクのビデオのクリップをテレグラム・チャンネルに投稿した。白人至上主義運動「ホワイト・ライヴズ・マター」もまた、テレグラムでマスクの仕草にこう反応した： 「私たちの声を（時には）聞いてくれてありがとう、イーロン。白い炎は再び立ち上がるだろう！」。
オーストラリアのネオナチであるトーマス・スウェルは、マスクの仕草を「ドナルド・トランプのホワイト・パワー・モーメント」と題し、動画を投稿した。グロイパーズの創設者であるニック・フエンテスは、こ仕草を「”ジーク・ハイル”のような、ヒトラーのエネルギーを愛するような、そういうストレートなもの」と表現した。
事件の翌月、ラッパーのカニエ・ウェストは、反ユダヤ的で親ナチス的な内容を含む一連の投稿をツイッターで行い、物議を醸した。文章中には、大文字で「ハイル・イーロン」とキャプションが付けられたマスクのジェスチャーの画像がアップロードされていた。別の投稿には、「イーロンは就任式で（ウェストの）ナチスグッズを盗んだ」という内容が書かれていた。

### ユダヤ人団体とホロコースト生存者の反応
カナダでは、ホロコースト生存者のデイビッド・モスコビッチがマスクの仕草に対して警鐘を鳴らした。ユダヤ公共問題評議会のCEOであるエイミー・スピタルニックは、マスクの仕草が暴力的な過激派の行動に拍車をかける可能性があると述べた。またスピタルニックは、「仕草そのものも、非難と注意をするのに、十分な理由となっている」と述べ、さらに「過激派は、このような行動を見て、自分たちの暴力的な過激主義が、認められていると感じてしまうのだ」と付け加えた。

### 国際的な反応
イスラエルのベンヤミン・ネタニヤフ首相はXでマスクを擁護し、「マスクは虚偽の中傷を受けている」と述べ、「イスラエルの偉大な友人」と付け加えた。
ベラルーシのアレクサンドル・ルカシェンコ大統領は、マスクをこう非難した： 「マスクやその他がこの仕草を正当化するために反論したとしても、それは無駄だ。これはどうみてもナチス式敬礼であり、アメリカ人とマスクは単に右傾化しすぎただけだ」。ルカシェンコは加えてこう述べている： 「なぜステージに上がり、何百万人もの人々の前でヒトラーを崇拝するような敬礼をするのか？それは誰かのためになっているのか？私たちは、アメリカ人たちとともに、それに反対してきたはずだ。それは正気の沙汰ではない」。

#### ヨーロッパ
イタリアの共産主義青年組織『カンビアレ・ロッタ』は、第二次世界大戦末期に処刑されたムッソリーニの遺体がパルチザンによって逆さに吊るされた場所であるミラノのロレート広場に、マスクの人形を逆さに吊るした。イタリアのジャーナリスト、ロベルト・サビアーノはフェイスブックの投稿でイーロン・マスクを批判し、こう述べた： 「この一連の騒動の結末は暴力的なものになるだろう。マスクは、歴史的に、この仕草で没落した人々と同じく、没落の道を辿るだろう。マスクは、今、自身が実践しているものと同じような、暴力によって、煽動される人々の手によって倒れるだろう」。マスクの演説の後、マスクのイタリアでの支持者であるアンドレア・ストロッパは、「ローマ帝国が今日復活した、まずはローマ式敬礼から 」という説明とともに、マスクの画像をXに投稿した。その後、ストロッパはこの投稿を削除し、マスクは「自閉症」であり、ファシストなのではなく、単に自分の感情を表現しただけだと述べた。
ドイツの政党である左翼党は、この仕草の他にも、マスクが過去にドイツの極右政党ドイツのための選択肢（AfD）を支持し、欧州政治に干渉し続けていることを理由に、マスクのドイツ入国を禁止するよう求めた。オーストリアの緑の党も同様の理由で入国禁止を求めている。緑の党に所属する政治家ルーカス・ハマーは、マスクの入国拒否について検討するよう内務省と外務省に呼びかけた。
ドイツのオラフ・ショルツ首相は、マスクの仕草をナチス及びファシストが行う敬礼に例えて非難した。ドイツ系フランス人の広報担当者で、元在独ユダヤ人中央協議会副議長のミシェル・フリードマンは、マスクの仕草を「恥辱」と表現し、マスクは「自由世界全体にとって危険な地点に達したことを今回示した」と述べた。ベルリンのカイ＝ウーヴェ・ヘルブスト判事は、意図的な右腕の突き上げは、ドイツの法律で告発するのに十分な証拠になると述べた。ただし、故意であり、ナチス式敬礼であることを本人が認識していたことを証明する必要があると述べた。 
イギリスの反ブレグジット活動家グループ「Led By Donkeys」は、「Heil Tesla（ハイル・テスラ）」というフレーズとともに、マスクの仕草を映した画像を、ベルリン市内にあるテスラの巨大工場に投影した。その後、ドイツの司法当局は、同団体が投影した画像について、非合法組織（ナチス・ドイツ）に関連するシンボルの使用に関するドイツの法律に違反している可能性があるとして調査を開始した。
スペインの労働大臣でスペイン共産党のベテラン所属議員であるヨランダ・ディアスは、この騒動を受けてXの使用をやめると発表した。また、ディアスは、マスクがXを「プロパガンダの道具にしている」と非難した。

#### 南アメリカ
アルゼンチンのハビエル・ミレイ大統領は、ダボスで開催された世界経済フォーラムの会合でマスク氏を擁護した。ミレイ大統領は、「親愛なる友人であるマスク氏が、国民への感謝を意味するだけの罪のないジェスチャーに対して、ここ数時間”Wokeism”によって不当に中傷されている」と述べた。また、「このようなフォーラムは、西洋に多くの害を及ぼしている ”Wokeism”の不吉な問題の中心組織であり、先導者であると言わざるを得ない」とも述べている。

#### マスクの関係者
マスクの元恋人で、3人の子供を持つカナダのミュージシャンであるグライムスは、マスクの仕草に対する多くの批判を受けて、マスクと距離を置いた。マスクの別居中の娘であるビビアン・ウィルソンは、この仕草を批判し、Threadsに「スペードはスペードと呼ぼう（「ありのままに言う」という意味の慣用句）。特に、2つのスペードが立て続けに行われたのならなおさらだ」と投稿した。イーロン・マスクの父親であるエロール・マスクは、マスクに対する非難を「まったくナンセンス」「くだらない」として、マスクを擁護した。

## イーロン・マスク自身の反応
イーロン・マスクは1月21日、自身のXアカウントで、ナチス式敬礼を模したという批判に反論し、マスクを批判するすべての報道機関に対して「偏向報道だ」と述べた。また、マスクは「オールドメディアは純粋なプロパガンダを行っている」「批判する者達はより良い汚い手口が必要だ」「『（マスクの仕草は）ヒトラーだ』という誹謗中傷への対応はとても疲れる」と書いた。
マスクはまた、ウィキペディアでの問題の記載について 「（政治的な）バランスが保たれるようになるまで、Wikipediaへの募金はやめよう！」とXに投稿した。ウィキペディアの共同設立者であるジミー・ウェールズは、マスクのコメントに対してこう反論した： 「イーロンはウィキペディアが売り物でないことを不満に思っているのだと思う。イーロンのWikipediaに対する募金停止運動が、かえって真実に関心を持つ者たちから多くの寄付を集める結果となることを願っている。もしイーロンが（Wikipediaのバランスが保たれることを）支援したいのであれば、自身が賛同する親切で思慮深い知的な人々に、Wikipedia活動に関わるように促すはずだ。
騒動発生から3日後の1月23日、マスクはソーシャルメディアでナチスをテーマにしたダジャレを連発し、名誉毀損防止同盟は（以前はマスクの仕草について擁護していたが）「攻撃的」で「不適切」だとした。
1月25日、ドイツの極右政党であるドイツのための選択肢（AfD）の集会で演説した。マスクは集会で「ナチスの歴史にまつわる過去の罪悪感にとらわれるな」「子どもたちに親の罪を背負う義務はないし、曽祖父母ならなおさらだ」と発言し、「ドイツの偉大な未来のために戦おう」と述べ締めくくっていた。
1月29日、マスクはミネソタ州知事ティム・ウォルズに対して「自身をナチス式敬礼を行ったと誹謗中傷している」として、訴えるつもりであると語った。また、他の自分の仕草をナチス式敬礼だと呼んだメディアも、訴えるつもりだと語った。マスクの弁護士によると、マスクは名誉毀損で訴訟を起こす準備をしており、誤解を招く有害な発言であるとして賠償を求めているという。

## 模倣事件
英国の政治評論家カルヴィン・ロビンソンが、ワシントンD.C.で開催された全米プロライフ・サミットでスピーチを行い、イングランド国教会（ACC）の声明によるとロビンソンは話の締めに「ナチス式敬礼」をしたという。「ナチス式敬礼」とされる行為は、ロビンソンがマスクの仕草を模倣したものとみなされた。英国国教会は、ロビンソンが所属する教会のライセンスを剥奪し、もはやACCの司祭ではないと発表し、ロビンソンが運営するゲームニュースサイト「God is a Geek」の編集チーム全員が抗議のために辞任した。
ペンシルベニア州のタワメンチン・タウンシップ監督官のローラ・スミスは、マスクのジェスチャーを真似しているように見えるTikTokの動画を投稿し、批判される。該当の動画は後に削除され、その後、スミスは監督職を辞任した。